# Фройер, Коре
Коре Фройер (швед. Kåre Fröier; 23 апреля 1912, Вестерос, Швеция — 14 мая 1993) — шведский растениевод, редактор и селекционер.

## Биография
Родился 23 апреля 1912 года в Вестеросе. В 1931 году поступил в Уппсальский университет, который он окончил в 1936 году. В 1936 году был избран директором лаборатории льноводства на Свалёфской опытной станции, данную должность он занимал вплоть до 1977 года.
В 1938 году Фройер женился на писательнице Элси Рюдшё. У них было трое детей.
С 1977 года — на пенсии. Скончался 14 мая 1993 года.

## Научные работы
Основные научные работы посвящены генетике и селекции растений.
- Вывел ряд новых высококачественных и высокоурожайных сортов ячменя, льна, конопли и хмеля.
- Разрабатывал методы селекции льна и технологии его переработки.

## Редакторская деятельность
- «Журнал Королевской шведской академии сельского и лесного хозяйства»
- «Журнал Шведской ассоциации семеноводства».

## Членство в обществах
- Иностранный член ВАСХНИЛ (1972-92).
- Член Шведской королевской академии сельского и лесного хозяйства (1959-98).